# Prester John
 (décembre 2013).
Si vous disposez d'ouvrages ou d'articles de référence ou si vous connaissez des sites web de qualité traitant du thème abordé ici, merci de compléter l'article en donnant les références utiles à sa vérifiabilité et en les liant à la section « Notes et références ».
Prester John est un personnage créé par Marvel Comics. Il est apparu pour la première fois dans Fantastic Four Vol.1 #54, en 1966.
Le personnage est basé sur le Prêtre Jean.

## Origines
Prester John est un explorateur vieux de plusieurs centaines d'années, né au royaume de Pentoxere, situé en Asie, qu'il dirigea. Il fut l'allié de Richard Cœur de Lion et lui servit de conseiller. Il visita le royaume extra-dimensionnel d'Avalon, où on lui remit le Mauvais Œil, un artefact mystique. Au cours de sa vie, il fut prêtre, roi, aventurier, voyageur et explorateur.
John fut préservé de la vieillesse du XIIe siècle jusqu'au XXe grâce à la Chaise de Survie des alchimistes d'Avalon. Quand il se réveilla, il rencontra la Torche Humaine et Wyatt Wingfoot, à la recherche des Inhumains. Il fut témoin de la destruction de l’Œil. Plus tard, il fut possédé par une gemme extra-terrestre, et combattit la Chose et Iron Man.
Prester John retourna dans le passé par des moyens inconnus, où il retrouva l'Œil. Il choisit d'y rester mais fut plus tard renvoyé de force dans le présent par Kang.
On revit John allié au mutant Cable, chargé des Affaires Religieuses sur l'île artificielle de Providence.

## Pouvoirs
- Prester John n'a pas de super-pouvoirs. C'est néanmoins un homme athlétique et intelligent.
- C'est un excellent bretteur, et il connait le maniement des armes médiévales.
- Il utilise généralement une épée, un bâton et une armure médiévale.